# Гиньикур
Гиньику́р (фр. Guignicourt) — ассоциированная коммуна на северо-востоке Франции, регион О-де-Франс, департамент Эна, округ Лан, кантон Вильнёв-сюр-Эн. Расположена в 34 км к юго-востоку от Лана и в 25 км к северу от Реймса, в 3 км от автомагистрали А26 "Англия", на правом берегу реки Эна. С 1 января 2019 года входит в коммуну Вильнёв-сюр-Эн.
Население (2018) — 2 211 человек.

## Достопримечательности
- Церковь Святого Петра XII века, исторический памятник
- Шато Гиньикур

## Экономика
Структура занятости населения:
- сельское хозяйство — 2,6 %
- промышленность — 35,0 %
- строительство — 2,7 %
- торговля, транспорт и сфера услуг — 31,4 %
- государственные и муниципальные службы — 28,4 %

Уровень безработицы (2014) — 12,4 % (Франция в целом —  13,5 %, департамент Эна — 17,8 %). 

Среднегодовой доход на 1 человека, евро (2013) — 20 325 (Франция в целом — 20 185, департамент Эна — 18 300).
В 2010 году среди 1341 человека трудоспособного возраста (15—64 лет) 938 были экономически активными, 403 — неактивными (показатель активности — 69,9 %, в 1999 году было 69,8 %). Из 938 активных жителей работали 854 человека (453 мужчины и 401 женщина), безработных было 84 (37 мужчин и 47 женщин). Среди 403 неактивных 120 человек были учениками или студентами, 163 — пенсионерами, 120 были неактивными по другим причинам.

## Демография
Динамика численности населения, чел.

## Администрация
Пост мэра Гиньикура (с 2019 года мэра-делегата) с 2001 года занимает Филипп Тиммерман (Philippe Timmerman), с 2015 года — представитель кантона Гиньикур в Совете департамента Эна.

## Ссылки

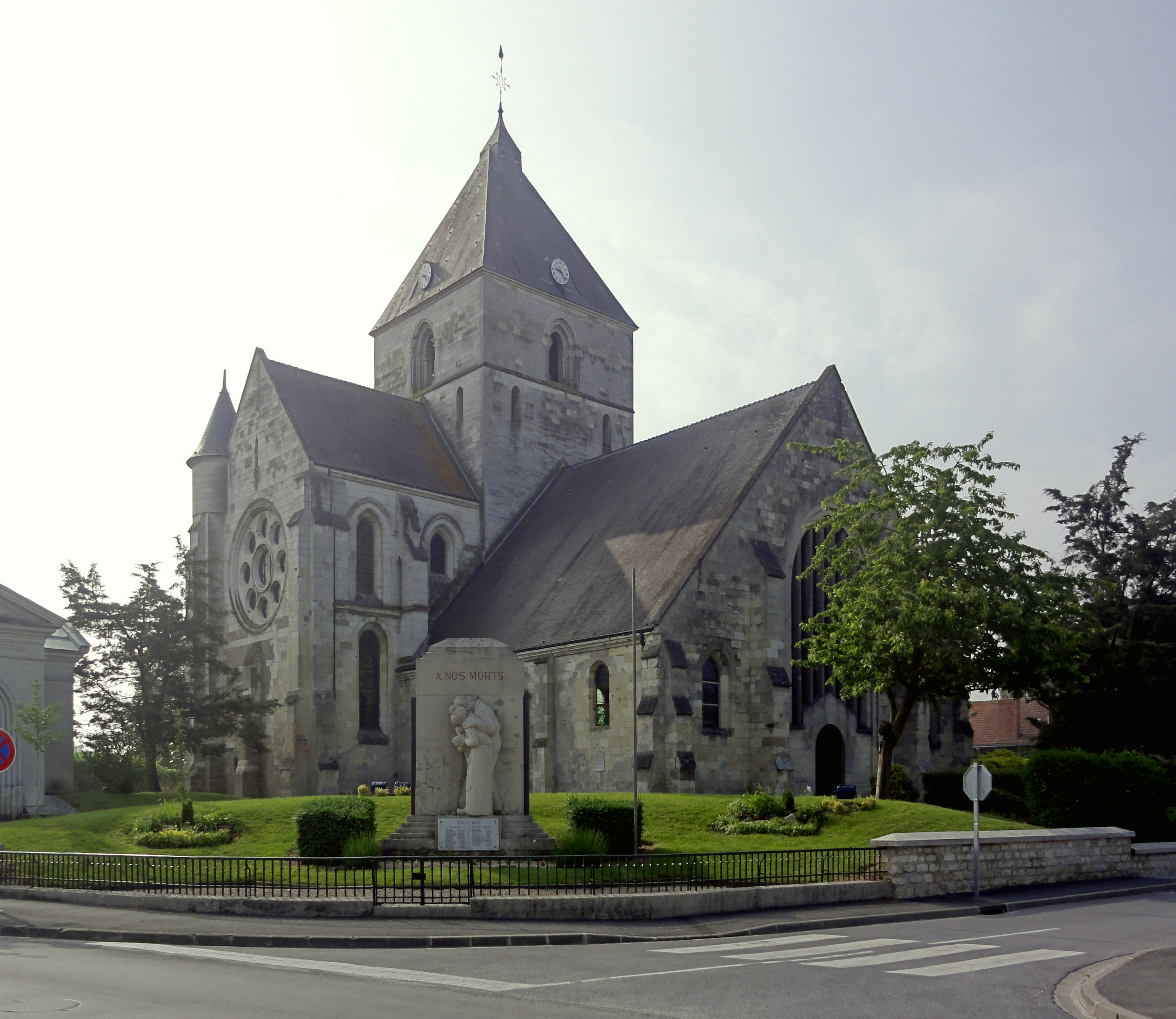
Церковь Святого Петра